# Attentat du 13 mai 2011 à Shabqadar
L’attentat du 13 mai 2011 à Shabqadar est un double attentat à l'explosif qui a tué au moins 98 personnes dans la ville de Shabqadar, dans le district de Charsadda, dans la province de Khyber Pakhtunkhwa au nord-ouest du Pakistan. L'attaque a visé des cadets d'une branche paramilitaire de la police. C'est le sixième attentat le plus meurtrier de l'insurrection islamiste
L'attaque est revendiquée par le Tehrik-e-Taliban Pakistan (talibans pakistanais) contre lequel les autorités pakistanaises sont en situation de guerre. Le mouvement prétend ainsi venger la mort d'Oussama ben Laden, tué par un commando américain à Abbottabad le 2 mai.

## Contexte
Les autorités pakistanaises sont en situation de guerre contre des mouvements islamistes armés et anti-gouvernementaux depuis 2007, alors que les premiers combats ont commencé en 2004.
L'attentat intervient alors que l'armée mène des opérations militaires dans les régions tribales du Pakistan contre des mouvements islamistes armés, notamment le Tehrik-e-Taliban Pakistan. Shabqadar, la ville touchée, est située à seulement sept kilomètres de l'agence de Mohmand, où l'armée mène l'opération Brekhna depuis avril 2011. Environ mille Frontier Constabulary (FC) sont en formation dans cette ville alors que le Premier ministre Youssouf Raza Gilani a annoncé en 2009 le recrutement de milliers de nouveaux FC pour la période 2009-2012.
L'attaque se déroule également onze jours après la mort d'Oussama ben Laden, tué par un commando américain à Abbottabad. Le Tehrik-e-Taliban Pakistan avait alors promis de venger la mort du dirigeant d'Al-Qaïda en attaquant les autorités pakistanaises. Le jour même de l'attaque, les dirigeants civils et militaires du pays s'expliquent devant l'Assemblée nationale concernant l'opération américaine et la présence d'Oussama ben Laden au Pakistan. Le directeur général des services secrets pakistanais (ISI) Ahmed Shuja Pasha admet une « négligence » devant les députés et indique qu'il démissionnera si le Parlement lui demande.

## Déroulement de l'attaque

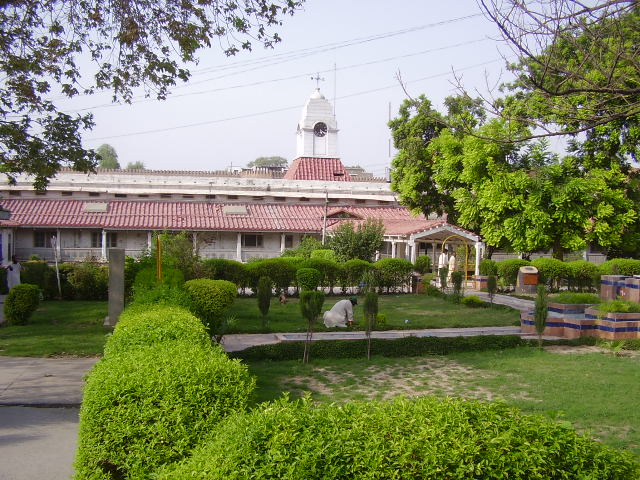
The Lady Reading Hospital, l'hôpital de Peshawar.

L'attaque a eu lieu à Shabqadar, ville d'environ 80 000 habitants, dans le district de Charsadda (qui compte plus d'un million d'habitants). La ville est située dans la province de Khyber Pakhtunkhwa et à seulement sept kilomètres de l'agence de Mohmand, qui fait partie des régions tribales.
Le 13 mai 2011, un homme en moto se fait exploser en visant un bus qui embarquait des jeunes recrues en formation des Frontier Constabulary (une branche des forces de polices paramilitaires) près de leur centre de formation. Ces recrues s’apprêtaient à prendre une permission de dix jours. Alors que de nombreuses personnes s’amassent pour venir en secours aux blessés, une seconde explosion a lieu.
L'attaque aurait tué au moins 98 personnes selon un bilan officiel du 17 mai qui précise que 81 sont morts lors de l'attaque et 17 des suites de leurs blessures. Trois bilans précédents faisaient état de 80, 89 puis 91 tués. Selon le dernier de ces bilans, on trouve parmi les victimes 69 recrues en formation et 26 civils. Quelques corps ne sont pas encore identifiés. On compte également plus de 140 blessés, dont quarante seraient dans une grave situation. 69 blessés ont été transférés vers l’hôpital de Peshawar, à environ vingt kilomètres. Plusieurs d'entre eux sont morts et 43 blessés reçoivent toujours des traitements le 17 mai.
Le Tehrik-e-Taliban Pakistan revendique l'attaque en indiquant venger la mort d'Oussama ben Laden. Le Pakistan était exposé à des représailles de la part des Talibans depuis l’intervention, dans la nuit du 1er au 2 mai d’un commando américain pour éliminer Oussama Ben Laden sur son sol.

## Réactions
Le président Asif Ali Zardari a condamné l'attaque en déclarant que « le gouvernement et le peuple sont déterminés à vaincre le terrorisme et ces actes horribles ne peuvent pas dissuader la volonté de la nation qui demeure unie à vaincre les terroristes ». Le Premier ministre Youssouf Raza Gilani indique lui que « les militants n'ont aucun respect pour la vie humaine ou la religion ».
Après l'attaque, la sécurité est renforcée grâce à plus de patrouilles et de points de contrôle des forces de sécurité, notamment à Karachi et dans la capitale fédérale Islamabad. Dans la capitale, la police se déploient et procèdent à des opérations de fouilles alors que des avions de l'armée survolent la ville.